# アスレティックトレーナー
アスレティックトレーナー（athletic trainer）は、スポーツ現場で選手が受傷したときの応急処置や傷害の評価、復帰までの手順を考えたり、傷害の予防のために働く、スタッフの一員である。現在ではスポーツ現場に限らず、高齢者の健康づくりなど、職域が広がっている。

## 日本におけるアスレティックトレーナー
アスレティックトレーナーの仕事は、スポーツ現場において、ケガが発生した場合に傷害の程度を評価し、応急処置にあたったり、救急車を呼ぶなどの対応の判断をする。また、ケガの予防のためのトレーニングや選手への教育、再発予防や傷害発生を抑えるためのテーピングなども必要に応じて行っている。チームのスタッフの一員として、選手の体調管理やケガからの復帰に関する情報交換の要としての役割を果たしている。
日本では、近年スポーツ業界やフィットネス業界においてアスレティックトレーナーの認知度が向上している。
日本スポーツ協会（JSPO）が認定するアスレティックトレーナー（AT）資格があり、一定の基準が設けられている。プロチームでは専属のアスレティックトレーナーが存在していたり、一流選手に対するサポートが行われるのが一般的となってきている。
日本では、アスレティックトレーナーは国家資格ではなく団体の認定資格であり、資格としての法規制はない。国内の認定組織は、日本スポーツ協会とジャパン・アスレチック・トレーナーズ協会の2種類が存在する。ジャパン・アスレチック・トレーナーズ協会は柔道整復師、はり師・きゅう師、あん摩マッサージ指圧師、理学療法士、作業療法士向けの認定資格である。一方、柔道整復師や理学療法士といった国家資格とともに日本スポーツ協会認定資格を取得する人もいる。こうした流れにより、高齢者など一般患者のリハビリへの応用も徐々に行われている。
現場で用いられる技術としては、テーピング、ストレッチング、アイシングなどがある。またシューズのインソール（中敷き）をセミオーダーで作成する場合もある。
特徴としては、テーピング用のテープ製造メーカーの技術が優れていることが挙げられる。

## アメリカ合衆国におけるアスレティックトレーナー
米国におけるアスレティックトレーナーは、医療関連従事職として、受傷時の応急処置や傷害の管理、傷害の評価、リハビリテーションを担当している。医師や看護師、作業療法士、理学療法士などと緊密な連携をとりながら働いている。
米国では、ほとんどのアスレティックトレーナーが、中学校や高校、大学、プロチーム、余暇スポーツのスポーツ現場で雇用されている。しかし、医療従事者間でのアスレティックトレーナーの社会的地位の向上に伴って、クリニックや企業、病院などに職場が広がっている。

### 業務の目的・範囲
米国では州によって独自のアスレティックトレーナーとしての業務内容を設定しており、標準化された教育によってアスレティックトレーナーはいくつかの領域における知識を有していることを保証される。
- 安全なプレー環境の確保、各種防具の選択やフィッティング、メンテナンス、さらに栄養や薬剤の適切な使用の指導を通した傷害の予防とリスクマネジメントを行う。
- ケガを認知し、理学検査の実施を通じた評価を行い、ケガの状態や病気の程度を理解し、メディカルケアやメディカルサポート機関へゆだねる。ケガや病気に対する迅速なケア。
- リハビリテーションプログラムのデザインや、リハビリテーションプログラムの監督、物理療法との組み合わせ、心理社会的介入の提案などを通した治療、リハビリテーション、リコンディショニング
- 記録を通じた組織化と運営、備品や消耗品の発注、人材の監督、アスレティックトレーニングプログラムの実施におけるポリシーの確立。最終的にはプロフェッショナルの育成を行う。また、教育者、あるいはカウンセラーとしてふるまう責務を負う。

### 歴史
アスレティックトレーナーは、19世紀末に大学間競技の組織設立として確立されたのが始まりである。構成員は正式な医学的トレーニングを受けておらず、主にマッサージを行い、その他ホメオパシー療法や民間療法を行っていた。
数年間アスレティックトレーナーの需要は劇的に高まった。1950年には、ミズーリ州カンザスシティにアスレティックトレーナーが集まり、公式にNational Athletic Trainer's Association (NATA)と呼ばれる組織を設立し、プロフェッショナルとしての職業の基準を確立した。
1990年にはアメリカ医学会 (American Medical Association; AMA)によって、アスレティックトレーナーは健康管理の専門職の一員と認知された。

### 教育
1990年のAMAによる認知以降、米国におけるアスレティックトレーニング教育の基準は変化してきた。現在、公認アスレティックトレーナー（ATC）は最低限大学卒業（学士、bachelor）と総合テストに合格することが必要とされる。資格を維持するために、アスレティックトレーナーは2年間に50時間の継続教育を受ける必要がある。
NATAメンバーの半数近くが、学士以上、すなわち修士や博士その他の健康分野における資格を持っている。2004年1月1日より、国家資格の受験には、アスレティックトレーニングの教育プログラムを持つ大学卒業が必要となった。この変更は、アスレティックトレーニングの分野における最低限の基礎的な知識を得ていることを受験の前提とするものである。
アスレティックトレーニング教育プログラム (Accreditation of Athletic Training Education Programs) は、アスレティックトレーニングにおける教育プログラムの合同審査委員会 (Joint Review Committee on Educational Programs in Athletic Training) で決定され、医療関連教育認定委員会 (Commission on Accreditation of Allied Health Education Programs) に報告される。

### 資格認定
上記のように、総合試験に合格し、学士を持つことで、公認アスレティックトレーナー（Certified Athletic Trainer もしくは A.T.C）を得ることができる。さらに、多くの州では実地で業務を行う前に州の資格が必要となる。多くの州では認定試験合格をもって州における最低限の基準を満たしているとするが、テキサス州では独自の試験が必要となる。
また、この資格保有者のみがアスレティックトレーナーの称号の使用が認められている。